# (1897) Hind
(1897) Hind (1971 UE1) – planetoida z pasa głównego asteroid okrążająca Słońce w ciągu 3,45 lat w średniej odległości 2,28 j.a. Odkryta 26 października 1971 roku.